# بنو العکام (یمن)
 بنو عکام  (در عربی:  بنو العُکام )
نام روستایی است در دهستان عَمّار از توابع استان اِب در کشور یمن در شبه جزیره عربستان.

## جمعیت
جمعیت آن (۲۳۸ ) نفر (۲۳ خانوار) می‌باشد.